# Dinera fulvotestacea
Dinera fulvotestacea är en tvåvingeart som först beskrevs av Villeneuve 1943.  Dinera fulvotestacea ingår i släktet Dinera och familjen parasitflugor. Inga underarter finns listade i Catalogue of Life.